# Amata quadriga
Amata quadriga là một loài bướm đêm thuộc phân họ Arctiinae, họ Erebidae.